# Geomalacus
Die Gattung Geomalacus ist eine Gattung der Familie der Wegschnecken (Arionidae) aus der Unterordnung der Landlungenschnecken (Stylommatophora). Die wenigen Arten sind in West- und Südeuropa beheimatet.

## Merkmale
Die Arten der Gattung Geomalacus sind ausgestreckt bis zu 7 cm lang (selten bis 9 cm). Das kleine Gehäuse (bis 4 mm lang, 3 mm breit) ist fest verkalkt und oval mit einem deutlich sichtbaren Kern. Es besitzt eine konvexe Oberseite und eine konkave Unterseite und ist völlig vom Mantel umschlossen. Der Mantel nimmt das vordere Drittel des Körpers ein. Das Atemloch liegt vor der Mitte des Mantels auf der rechten Seite. Im Genitalapparat ist der Samenleiter schlank, der Epiphallus ist sehr lang und verdreht. Ein sackartiges Gebilde (homolog zur Spermathek) ist mit dem Übergang Penis/Epiphallus durch einen kurzen Duktus. Der peniale Retraktor setzt an diesem Duktus an. Das Atrium ist außerordentlich lang, die Spermatophore fadenförmig und fünf- oder sechseckig im Querschnitt.

## Geographische Verbreitung, Vorkommen und Lebensweise
Die Arten der Gattung Geomalacus sind in Westeuropa (Irland, Nordspanien und Nordportugal) beheimatet. Sie leben auf flechtenbewachsenen Felsen im offenen Gelände sowie in Wäldern auf moos- und flechtenbewachsenen Bäumen. Die Tiere ernähren sich von Flechten, Lebermoosen und Moosen.

## Systematik
Die Gattung Geomalacus wird von manchen Autoren in zwei Untergattungen unterteilt. Diese Untergliederung wird von anderen Autoren nicht benutzt.
- Gattung Geomalacus Allman, 1843
  - Untergattung Geomalacus' (Geomalacus) Allman, 1843
    - Gelbgefleckte Wegschnecke (Geomalacus maculosus (Allman, 1843))

  - Untergattung Geomalacus (Arrudia) Pollonera, 1890
    - Geomalacus anguiformis (Morelet, 1845)
    - Geomalacus malagensis Wiktor & Norris, 1991
    - Geomalacus oliveirae Simroth, 1891